# Drohnenträger
Drohnenträger sind mit einem Flugdeck ausgestattete bemannte oder unbemannte Schiffe, auf denen Drohnen (d. h. unbemannte Luftfahrzeuge) starten und landen können. Es gibt zivile und militärische Drohnenträger. Neben Drohnenträgern für Luftfahrzeuge gibt es auch andere (z. B. für (Unter-)Wasserfahrzeuge bzw. Wasserdrohnen).
Als Marineschiff ist ein Drohnenträger in der Lage, Kampfdrohnen zu starten und abzuholen, ohne dass große und teure Flugzeugträger benötigt werden. Im Vereinigten Königreich beispielsweise wurde für die Royal Navy ein UXV Combatant für UCAV vorgeschlagen.

## Entwicklungsgeschichte

### Türkei
Im Februar 2021 gab der Präsident der türkischen Verteidigungsindustrie (SSB), İsmail Demir, bekannt, dass Baykar einen neuen Drohnentyp entwickele, der auf dem ersten amphibischen Angriffsschiff der Türkei, der Anadolu, stationiert werden solle. Derzeit hat die Türkei die Entwicklung von mindestens drei Drohnen Bayraktar TB3, Bayraktar Kızılelma und Bayraktar VTOL für ihr Kriegsschiff TCG Anadolu bis 2024 angekündigt.

### China
Am 18. Mai 2022 wurde in Guangzhou in der Provinz Guangdong in China der erste (unbemannte) Drohnenträger namens Zhuhai Yun (chinesisch 珠海云, Pinyin Zhūhǎiyún – „Zhuhai-Wolke“) vom Stapel gelassen, der die Meeresforschung und Meereswirtschaft vorantreiben soll.

### Iran
Iran versucht außerdem, durch den Umbau eines Containerschiffs einen Drohnenträger (mit dem Namen Shahid Bagheri) mit einem 180 m langen Flugdeck zu bauen. Es wird berichtet, dass verschiedene Arten von Drohnen und Hubschraubern von dem besagten Träger aus starten und landen können. Zum Schutz wird es außerdem mehrere Anti-Schiffs- und Anti-Luft-Raketen mitführen. Shahid Bagheri kann außerdem 30 Raketenschnellboote der Ashura-Klasse transportieren.

### Portugal
Die portugiesische Marine plant, in der zweiten Hälfte von 2026 das NRP D. João II auszuliefern. Das Plattformschiff kann sowohl zum Transport von Luft-, Überwasser- und Unterwasserdrohnen sowie mittlere Drohnen (UH-60) als auch gleichzeitig zum Betrieb schwerer Drohnenhubschrauber (EH101 Merlin) der Portugiesische Luftstreitkräfte genutzt werden.